# Vid Vrhovnik
Vid Vrhovnik (Velenje, 12 luglio 1999) è un combinatista nordico sloveno.

## Biografia
Attivo in gare FIS dal settembre del 2012, Vrhovnik ha esordito in Coppa del Mondo il 21 gennaio 2017 a Chaux-Neuve (43º) e ai Campionati mondiali a Lahti 2017, dove si è classificato 49º nel trampolino normale, 47º nel trampolino lungo e 11º nella sprint a squadre. Ai Mondiali juniores di Kandersteg/Goms 2018 ha vinto la medaglia d'oro nella 5 km e ai successivi XXIII Giochi olimpici invernali di Pyeongchang 2018, sua prima presenza olimpica, si è piazzato 28º nel trampolino normale e 42º nel trampolino lungo; l'anno seguente ai Mondiali di Seefeld in Tirol 2019 è giunto 32º nel trampolino normale, 29º nel trampolino lungo e 11º nella sprint a squadre, mentre a quelli di Oberstdorf 2021 si è classificato 35º nel trampolino normale, 33º nel trampolino lungo e 10º nella sprint a squadre. L'anno dopo ai XXIV Giochi olimpici invernali di Pechino 2022 si è piazzato 37º nel trampolino normale e 36º nel trampolino lungo; ai Mondiali di Trondheim 2025 è stato 34º nel trampolino normale, 27º nel trampolino lungo e 7º nella gara a squadre mista.

## Palmarès

### Mondiali juniores
- 1 medaglia:
  - 1 oro (5 km a Kandersteg/Goms 2018)

### Coppa del Mondo
- Miglior piazzamento in classifica generale: 35º nel 2024